# Actinella
Actinella – rodzaj ślimaków z rodziny Geomitridae, wcześniej zaliczany do Hygromiidae. Obejmuje endemiczne gatunki występujące na Maderze. Gatunkiem typowym rodzaju jest Helix stellaris.

## Gatunki
Do rodzaju zaliczane są następujące współczesne gatunki:
- Actinella actinophora (R.T. Lowe, 1831)
- Actinella arcta (R.T. Lowe, 1831)
- Actinella armitageana (R.T. Lowe, 1852)
- Actinella arridens (R.T. Lowe, 1831)
- Actinella carinofausta Waldén, 1983
- Actinella fausta (R.T. Lowe, 1831)
- Actinella laciniosa (R.T. Lowe, 1852)
- Actinella lentiginosa (R.T. Lowe, 1831)
- Actinella obserata (R.T. Lowe, 1852)
- Actinella robusta (Wollaston, 1878)

oraz gatunki wymarłe, znane tylko ze szczątków kopalnych:
- Actinella arcinella (R.T. Lowe, 1855) †
- Actinella crassiuscula (T.D.A. Cockerell, 1922) †
- Actinella descendens (Wollaston, 1878) †
- Actinella fecundaerrata Groh & Cameron, 2019 †
- Actinella morenensis Seddon, 1990 †
- Actinella papillosculpta Waldén, 1983 †
- Actinella promontoriensis Waldén, 1983 †